# Rhodoprasina corolla
Rhodoprasina corolla är en fjärilsart som beskrevs av Jean-Marie Cadiou och Ian Kitching 1990. Rhodoprasina corolla ingår i släktet Rhodoprasina och familjen svärmare. Inga underarter finns listade.